# Вивільга серамська
Вивільга серамська (Oriolus forsteni) — вид співочих птахів родини вивільгових (Oriolidae).

## Поширення
Ендемік  Індонезії. Вид трапляється на острові Серам з групи Молукських островів. Середовищем проживання є низовинні тропічні дощові ліси.